# ناپیر-آسو
ناپیر-آسو (قرن چهاردهم پیش از میلاد) یک ملکهٔ ایلامی و همسر اونتاش-ناپیریشا بود. تندیس وی که توسط برنزکاران شوش ساخته شده است، یکی از بهترین نمونه‌های فلزکاری برنز است که کشف شده است.

## زندگی‌نامه
گمان می‌رود که ناپیر-آسو همان دختر پادشاه بابل بورنابوریاش (احتمالاً بورنا-بوریاش دوم) است که با اونتاش-ناپیریشا ازدواج کرده است. تندیس ایزد ایمیریا در چغازنبیل، توسط همسر ناپیر-آسو، اونتاش-ناپیریشا، وقف پدرزنش بورنابوریاش شد. نامه‌ای دربارهٔ ازدواج ناپیر-آسو، دختر بورنا-بوریاش با اونتاش-ناپیریشا باقی مانده است. بااین‌حال، بحث‌هایی پیرامون این مسئله وجود دارد که به‌راستی بورنا-بوریاش در این نامه پادشاه است یا از اخلاف او. ناپیر-آسو نخستین بانوی سلطنتی ایلامی است که تصویر او به‌همراه همسرش بر یک سنگ یادبود آهکی نقش بسته است. همچنین او نخستین ملکهٔ ایلامی است که نام او بر بدنهٔ مجسمه‌اش حک شده است. این سنگ یادبود، ناپیر-آسو، اونتاش-ناپیریشا و مادر او، اوتیک (کاهن زن) را به تصویر می‌کشد. پژوهشگرانی مانند اسفندیار رحمتی‌کیا و کلثوم غضنفری معتقدند که ناپیرآسو تا حدی قدرت را در دست داشته است.

## تندیس
در سال ۱۹۰۳م باستان‌شناسی به نام ژاک دو مورگان به‌عنوان عضوی از هیئت اعزامی کاوش فرانسه به ایران، یک مجسمهٔ ۱۳۰ سانتی‌متری و ۱۷۵۰ کیلوگرمی را در اتاق‌های بالایی پرستشگاه نینهورساگ در شهر شوش کشف کرد که با پوشش و تزیینی از مس، روی قالبی برنزی ساخته شده بود. همچنین این مجسمه، بزرگ‌ترین نمونه از مجسمه‌های برنزی ایلامی شناخته شده است. از آنجایی که مجسمه در پرستشگاه قرار گرفته است، متصدی موزه، فرانسواز تالون، استدلال کرده است که این مجسمه ملکه را در حالت «عبادت مستمر» نشان می‌دهد.
تندیس ناپیرآسو یکی از آثار به جا مانده از تمدن ایلام است. شهبانو ناپیرآسو همسر اونتاش ناپیریشا پادشاه عیلام است. قدمت اثر به ۱۲۵۰ سال پیش از میلاد بازمی‌گردد. این تندیس که با لایه‌ای از مس و طلا روی قالب برنزی ساخته شده، حدود ۱۳۰ سانتی‌متر ارتفاع، ۷۰ سانتی‌متر عرض و ۱۷۵۰ کیلوگرم وزن دارد.
دکتر پی یر آمیه، متخصص تمدن ایلامی در موزه لوور دربارهٔ این مجسمه چنین گفته است: 
این تندیس نه تنها اثری هنری بلکه نقطه اوجی در هنر ریخته‌گری مفرغ است که حضور صنعتگرانی فوق‌العاده ماهر و چیره‌دست را در سرزمین ایلام نشان می‌دهد. این مجسمه بزرگ‌ترین اثر فلزی متعلق به شرق باستان است که حتی در مصر، بابل و آناتولی هم نظیر آن دیده نشده است. این تندیس اثر هنری بسیار با اهمیتی‌است که به قصد بزرگداشت و تکریم شهبانوی ایلامی ساخته شده و در واقع ارزش و اعتبار زن را در تمدن باستانی ایلامی نشان می‌دهد.

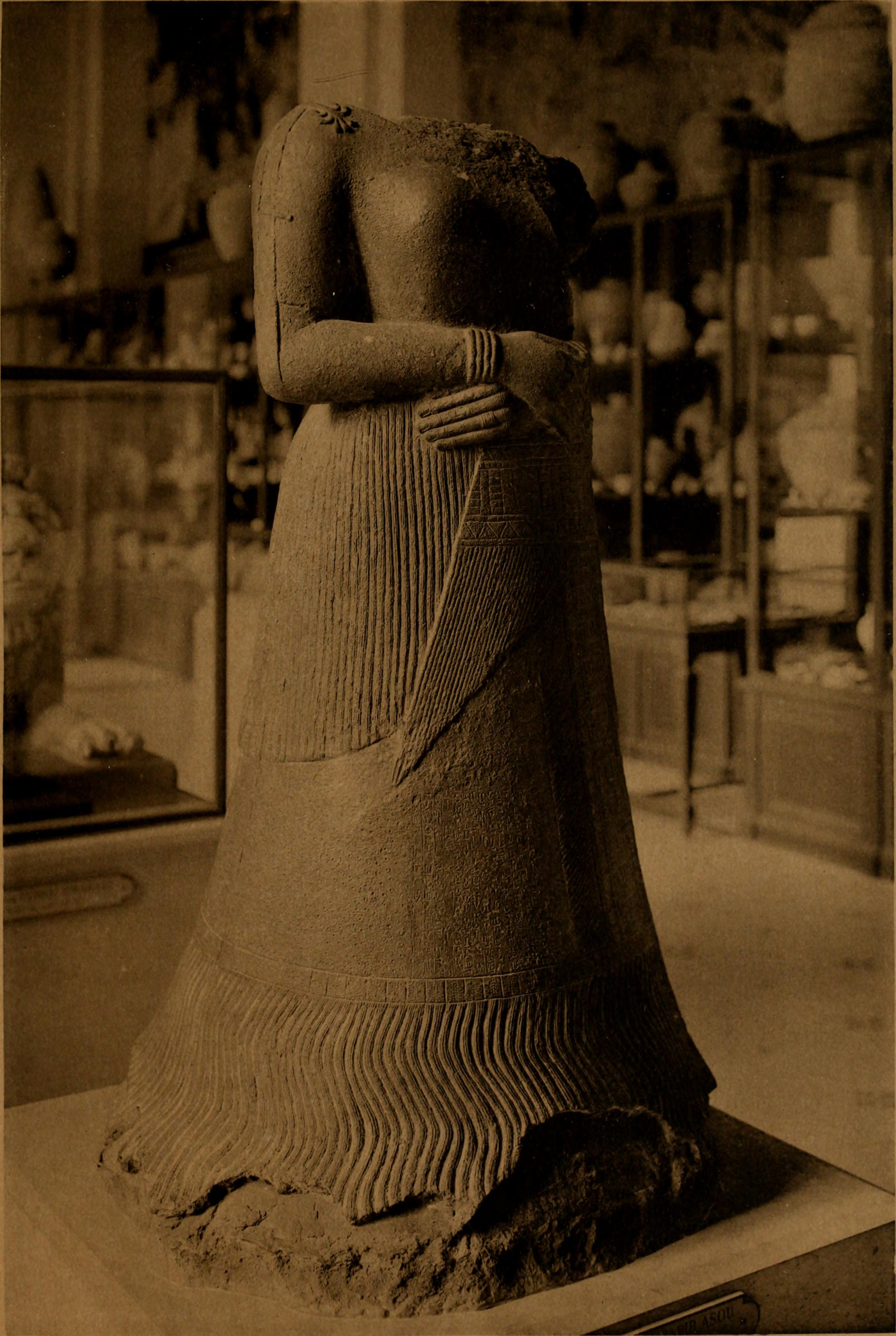
مجسمه ناپیر-آسو (موزه لوور، ۱۹۰۵)

## ویژگی‌ها
روی دامن حاشیه‌دار این مجسمه، نام ملکه و خدایان بزرگ شوش، اینشوشیناک به خط میخی ایلامی حک شده است. در دست چپ ملکه، انگشتری وجود دارد که احتمالاً حلقه عروسی او می‌باشد. به گفته برخی از باستان شناسان، این حلقه نخستین حلقه ازدواج در جهان می‌باشد که متعلق به ایلامیان باستان است. تندیس ناپیرآسو در موزه لوور نگهداری می‌شود. این تندیس توسط ژاک دو مورگان، باستان‌شناس فرانسوی، در سال ۱۹۰۳ کشف گردید. بر حاشیه دامن این تندیس و از زبان ملکه چنین آمده است:
من ناپیرآسو همسر اونتاش ناپیریشا هستم. هر کس که بخواهد مجسمهٔ مرا تصرف کند، هر کس که بخواهد آن را درهم بشکند، هر کس که این سنگ‌نوشته را خراب کند یا نام مرا پاک کند، باشد که مورد غضب خدایان اینشوشیناک، نپ ایریشا و کیریریشا قرار گیرد و نام و نسلش از میان برداشته شود.